# 髙橋ミナミ
髙橋 ミナミ（たかはし ミナミ、1990年12月20日 - ）は、日本の女性声優。俳協ボイスアクターズスタジオ第38期卒業。東京俳優生活協同組合所属。神奈川県出身。旧名義は高橋 未奈美（読みは同じ）。

## 経歴
幼少期にミュージカルを見て、ミュージカル女優、映画『ハリー・ポッター』を見て、魔法使いになりたいと思っていた。その後、大学時代に将来を考えた時に、そのどちらの夢も叶えられると思い、声優の道を志した。
2012年12月10日に『スタプラ!』のライバルチーム「team.スピカ」の1人である卯月花音を演じることが発表された。オーディションでは花音の心情に自身のそれを織り交ぜながら臨んだところ合格したという。髙橋が演じた花音は初のメインキャラクターということもあり、選ばれた際は嬉しかったという。
2013年4月6日に文化放送のインターネットラジオ番組『A&G Girls Project Trefle』の放送が開始、アニソンガールズユニット・Trefleの一員となる。Trefleは2016年11月に解散した。
2020年12月19日放送の自身がパーソナリティを務める文化放送の『A&G TRIBAL RADIO エジソン』で12月20日付で芸名表記を「高橋未奈美」から「髙橋ミナミ」へ変更することを発表した。名義変更の理由として、同じ声優の高森奈津美とよく混同されること、戸籍上の表記が「髙橋未奈美」と俗字の「髙（はしごだか）」を使用していることにある。但し旧字体及び常用外漢字等の使用に制限がある一部メディアでは、改名前に使用していた正字体の「高（くちだか）」を含めた「高橋ミナミ」に修正して表記される。
2022年9月、声優活動10周年を記念したファーストソロアルバムをリリース。同年10月14日、体調不良のため活動を休止して療養に専念することを発表したが、同月下旬頃より徐々に活動を再開。

## 人物
声優という仕事の面白味として、性別・年齢の制限を超えられることを挙げている。
特技は英語、ドイツ語で、前者に関しては英検準2級を取得している。趣味は新体操。金色のコルダシリーズの大ファンで雑誌のインタビューや自身の出演番組でその魅力を熱弁しており、物語内で登場するオーストリアのウィーンに聖地巡礼に赴いたことがある。
2016年1月あたりから、ゲーム『アイドルマスター ミリオンライブ!』でも共演する声優のMachico（伊吹翼 役）、山崎はるか（春日未来 役）、愛美（ジュリア 役）らと仲が良く、お泊まり会をしたり、カラオケへ行ったり、お茶をしたりしている様子が彼女らのツイッターやブログなどで報告されている。この4名は自分たちの名前の一部をとって「まち吉あいみーな」と呼び合い非常に仲がいい。

## 出演
太字はメインキャラクター。

### テレビアニメ
2012年
- さくら荘のペットな彼女（ウサギ）
- 好きっていいなよ。（女友達、女子生徒）
- TARI TARI（女性客）
- となりの怪物くん（ユカ、女生徒）

2013年
- アイカツ!（2013年 - 2016年、風沢そら、桃井美香、アラン、大地穣 他）
- カーニヴァル（ナース）
- 神さまのいない日曜日（ルン・サジタリウス）
- 幻影ヲ駆ケル太陽（リムロ）
- 琴浦さん（女子生徒B）
- サムライフラメンコ（店員、女性、少年）
- 戦姫絶唱シンフォギアG（佐部瞳子）
- D.C.III 〜ダ・カーポIII〜（宮本）
- 探検ドリランド -1000年の真宝-（ハニワ姫）
- 断裁分離のクライムエッジ（女子生徒）
- ドラえもん（テレビ朝日版第2期）（主婦）
- 変態王子と笑わない猫。（モリイ）
- ぼくは王さま（にわとり）
- 機巧少女は傷つかない（妹）
- ログ・ホライズン（2013年 - 2014年、明日架、店員、オペレーター2、プレーヤーB、白虹） - 2シリーズ

2014年
- エスカ&ロジーのアトリエ 〜黄昏の空の錬金術士〜（女の子）
- ご注文はうさぎですか?（女性客B）
- 四月は君の嘘（出場者）
- 少年ハリウッド -HOLLY STAGE FOR 49-（遠藤卓）
- ジョジョの奇妙な冒険 スターダストクルセイダース（女生徒B、子供、男の子）
- 精霊使いの剣舞（女生徒）
- 世界征服〜謀略のズヴィズダー〜（市民A）
- selector infected WIXOSS（緑子） - 2シリーズ
- 大図書館の羊飼い（細目の女子、女子生徒4、職員2、女生徒、海女女子 他）
- ディーふらぐ!（生徒、登戸）
- ノラガミ（2014年 - 2015年、やまちゃん、店員、妖B） - 2シリーズ
- Hi☆sCoool! セハガール（セガサターン）
- Fate/stay night [Unlimited Blade Works]（女子生徒、女生徒、アナウンス）
- プリパラ（2014年 - 2016年、mew、女の子）
- BABYGAMBA（ハナ、ゾウ、イノシシ）
- 僕らはみんな河合荘（女の子）
- まじもじるるも（下村雅子）
- 魔法少女大戦（部員A）
- 名探偵コナン（被害者女性）

2015年
- おそ松さん（2015年 - 2021年、客、セレブ） - 2シリーズ
- 温泉幼精ハコネちゃん（子供A、女2、女A）
- クレヨンしんちゃん（若女将、男の子、女の子）
- コメット・ルシファー（アニー・メリア）
- 下ネタという概念が存在しない退屈な世界（女子A）
- 食戟のソーマ（2015年 - 2020年、田所恵） - 6シリーズ
- 聖剣使いの禁呪詠唱（女子、女子B）
- ダンジョンに出会いを求めるのは間違っているだろうか（2015年 - 2025年、ティオネ・ヒリュテ） - 4シリーズ
- 探偵歌劇 ミルキィホームズ TD（シャウト、キャビンアテンダント）
- デュラララ!!×2 転（葛原真珠）
- ハイキュー!! セカンドシーズン（星野美加子）
- ハイスクールD×D BorN（黒歌）
- VALKYRIE DRIVE -MERMAID-（未弐見にみ）
- ふなっしーのふなふなふな日和（しましまっしー 他）
- 監獄学園（女子D）
- ヘヴィーオブジェクト（バイラニー＝サローノ）
- ミカグラ学園組曲（離宮ルミナ）
- みんな集まれ!ファルコム学園SC（アダリー）

2016年
- Re:ゼロから始める異世界生活（2016年 - 2025年、テレシア） - 2シリーズ
- アルスラーン戦記 風塵乱舞（商人）
- おしえて! ギャル子ちゃん（お嬢）
- クラシカロイド（2016年 - 2018年、店員、ピヨ吉、奏助の妹）- 2シリーズ
- 紅殻のパンドラ（ビリーの母）
- SUPER LOVERS（女性）
- タブー・タトゥー（ユカリ）
- デュエル・マスターズ VSRF（後姿の真理亜）
- 虹色デイズ（古田、剛母、女子生徒）
- ファンタシースターオンライン2 ジ アニメーション（アスカ）
- フリップフラッパーズ（ココナ）
- プリンス・オブ・ストライド オルタナティブ（校内放送）
- モンスターハンター ストーリーズ RIDE ON（2016年 - 2018年、リリア）
- ReLIFE（直見瑠美）
- リルリルフェアリルシリーズ（2016年 - 2017年、青葉ゆかり） - 2シリーズ

2017年
- エルドライブ【ēlDLIVE】（マクレーン）
- 小林さんちのメイドラゴン（2017年 - 2021年、ルコア / ケツァルコアトル、NY市民） - 2シリーズ
- 南鎌倉高校女子自転車部（日向未可子）
- ゆかいなアニマルバス（ファンファン 他）
- クズの本懐（女）
- ツインエンジェルBREAK（川流美優希）
- エロマンガ先生（山田エルフ）
- ソード・オラトリア ダンジョンに出会いを求めるのは間違っているだろうか外伝（ティオネ・ヒリュテ）
- 境界のRINNE（初方マナミ）
- 遊☆戯☆王VRAINS（2017年 - 2019年、少年、ロボッピ）
- アリスと蔵六（美浦歩）
- 魔法陣グルグル（エクール）
- 潔癖男子!青山くん（財前花凛）

2018年
- タイムボカン24 逆襲の三悪人（マサオ）
- ウマ娘 プリティーダービー（2018年 - 2021年、エルコンドルパサー） - 2シリーズ
- ガンダムビルドダイバーズ（システム音声、受付、モル）
- Lostorage conflated WIXOSS（緑子）
- ニル・アドミラリの天秤（柾小瑠璃）
- ヲタクに恋は難しい（尚哉〈小学生〉）
- 深夜!天才バカボン（理想の妹）
- おしりたんてい（2018年 - 2023年、ペンギンはなこ）
- Back Street Girls -ゴクドルズ-（リナ）
- ブラッククローバー（2018年 - 2021年、グレイ、リリアンヌ・ヴォード）
- はるかなレシーブ（新垣柑菜）
- ゾイドワイルド（シメジ）
- キラキラハッピー★ ひらけ!ここたま（2018年 - 2019年、星ノ川はるか）
- 叛逆性ミリオンアーサー（2018年 - 2019年、ミリア / 絵筆アーサー） - 2シリーズ

2019年
- W'z《ウィズ》（タマリ / 御津珠璃）
- 3D彼女 リアルガール（篠崎）
- ひとりぼっちの○○生活（押江照代）
- おちゃめなシモン（ルー、テオドール)
- Re:ステージ! ドリームデイズ♪（式宮碧音）
- まちカドまぞく（2019年 - 2022年、リリス） - 2シリーズ
- フルーツバスケット（2019年 - 2020年、不良三人組） - 2シリーズ
- ありふれた職業で世界最強（2019年 - 2025年、シア・ハウリア） - 3シリーズ
- ライフル・イズ・ビューティフル（2019年 - 2020年、坂下花恋）
- アイカツオンパレード!（2019年 - 2020年、風沢そら）

2020年
- うちタマ?! 〜うちのタマ知りませんか?〜（倉持くん）
- 社長、バトルの時間です!（マリカ）
- うまよん（エルコンドルパサー）
- 巨神と氷華の城（茜）
- ぐらぶるっ!（ジオラ）
- 遊☆戯☆王SEVENS（2020年 - 2022年、六葉アサナ）
- 魔女の旅々（ミナ）

2021年
- アズールレーン びそくぜんしんっ!（ボルチモア）
- 怪病医ラムネ（春の母親）
- 戦闘員、派遣します!（グリム）
- トロピカル〜ジュ!プリキュア（山辺ゆな）
- Fairy蘭丸〜あなたの心お助けします〜（える）
- 幼なじみが絶対に負けないラブコメ（桃坂絵里）
- うらみちお兄さん（縁ノ下カヨ）
- かげきしょうじょ!!（矢野明日香）
- 異世界食堂2（ピッケ）
- しまじろうのわお!（あみりい）

2022年
- BIRDIE WING -Golf Girls' Story-（2022年 - 2023年、エレーヌ・ロベール） - 2シリーズ
- RPG不動産（セーラ）
- であいもん（松風佳乃子）
- 古見さんは、コミュ症です。（佐々木あやみ）
- 遊☆戯☆王ゴーラッシュ!!（2022年 - 2025年、六葉アサカ）
- シャインポスト（佐藤慎子）
- 聖剣伝説 Legend of Mana -The Teardrop Crystal-（レイチェル）
- 夫婦以上、恋人未満。（高宮サチ）

2023年
- ツルネ -つながりの一射-（小野木悠）
- 人間不信の冒険者たちが世界を救うようです（オリヴィア）
- 神達に拾われた男2（リエラ）
- 異世界ワンターンキル姉さん 〜姉同伴の異世界生活はじめました〜（ナタリー）
- 彼女が公爵邸に行った理由（ユジニア）
- AIの遺電子（佐々木イチカ / ナナ）
- ゾン100〜ゾンビになるまでにしたい100のこと〜（ベアトリクス・アメルハウザー）
- アイドルマスター ミリオンライブ！（馬場このみ）

2024年
- ゆびさきと恋々（吉季いずみ）
- ループ7回目の悪役令嬢は、元敵国で自由気ままな花嫁生活を満喫する（コルネリア）
- THE NEW GATE（セリカ・リンドット、シリカ・リンドット）
- 忘却バッテリー（女子高生）
- ATRI -My Dear Moments-（神白水菜萌）

2025年
- キミとアイドルプリキュア♪（蒼風なな / キュアウインク）
- シャングリラ・フロンティア（シルヴィア・ゴールドバーグ）
- ちょっとだけ愛が重いダークエルフが異世界から追いかけてきた（マリアベル）
- 神統記（テオゴニア）（リリサ）
- 強くてニューサーガ（シルドニア）
- その着せ替え人形は恋をする Season 2（天城くれは）

### 劇場アニメ
2010年代
- AURA 〜魔竜院光牙最後の闘い〜（2013年、加納）
- アイカツ！シリーズ（2014年 - 2016年、風沢そら） - 2作品
- ラブライブ!The School Idol Movie（2015年）
- Wake Up, Girls! 青春の影（2015年、レッスン生B）
- 劇場版 ダンジョンに出会いを求めるのは間違っているだろうか -オリオンの矢-（2019年、ティオネ・ヒリュテ）

2020年代
- 劇場版 ハイスクール・フリート（2020年、宮里十海）
- プリンセス・プリンシパル Crown Handler（2021年 - 2023年、オリビア） - 2作品
- ブラッククローバー 魔法帝の剣（2023年、グレイ）
- 機動戦士ガンダムSEED FREEDOM（2024年、オリビア・ラスカル）
- 小林さんちのメイドラゴン さみしがりやの竜（2025年、ルコア）
- 映画 キミとアイドルプリキュア♪  お待たせ!キミに届けるキラッキライブ!（2025年、蒼風なな / キュアウインク）

### OVA
2010年代
- 12歳。（2014年、女子3） - 『ちゃお』2014年月5号付録
- ノゾ×キミ（2015年、女子B） - コミックス第6巻OVA付き限定版
- ストライク・ザ・ブラッド ヴァルキュリアの王国篇（2015年、トリーネ・ハルデン）
- 僕らはみんな河合荘（2015年、女子） - 第7巻特別編
- 食戟のソーマ（2016年 - 2018年、田所恵） - コミックス第18・19・24・25・29巻アニメDVD同梱版
- 小林さんちのメイドラゴン （2017年、ケツァルコアトル） - 小林さんちの○○ドラゴン、TV未放送エピソード第14話
- あさがおと加瀬さん。（2018年、山田結衣）
- 怪獣娘（黒）〜ウルトラ怪獣擬人化計画〜（2018年、シルバーブルーメ）
- ウマ娘 プリティーダービー BNWの誓い（2018年、エルコンドルパサー）
- 一騎当千 Western Wolves (2019年、難斎)
- エロマンガ先生（2019年、山田エルフ）
- フラグタイム（2019年）
- ありふれた職業で世界最強（2019年 - 2022年、シア・ハウリア） - 2シリーズ

2020年代
- ダンジョンに出会いを求めるのは間違っているだろうかIII（2021年、ティオネ・ヒリュテ）
- うまよん（2021年、エルコンドルパサー） - Blu-ray BOX新作ショートアニメ
- 小林さんちのメイドラゴンS（2022年、ケツァルコアトル） - 番外編
- ありふれた職業で世界最強 幻の冒険と奇跡の邂逅（2022年、シア・ハウリア） - 小説第13巻特装版

### Webアニメ
2010年代
- ようこそ実力至上主義の教室へ（2015年、櫛田桔梗）
- ロボットガールズZ プラス（2015年、結合獣ボング）
- ベイブレードバースト ガチ（2019年 - 2020年、ハルタ、金道イチカ）
- まちカドまぞくみに（2019年 - 2022年、リリス） - 2シリーズ
- むぎゅっと！ブラッククローバー（2019年、グレイ）
- ガンダムビルドダイバーズRe:RISE（2019年 - 2020年、システム音声） - 2シリーズ

2020年代
- アイカツオンパレード！ドリームストーリー（2020年、風沢そら）
- ミニドラ（2021年、ルコア）
- 魔法使い黎明期 × まちカドまぞく2丁目 コラボミニアニメ（2022年、リリス）

### ドラマCD
2013年
- 僕と彼女の×××
- 無邪気の楽園（神谷真夏） - 『YOUNG ANIMAL嵐』2013年8号、単行本第4巻限定版付属CD

2015年
- アイドルマスター ミリオンライブ! シリーズ（2015年 - 、馬場このみ）
- セガ・ハード・ガールズ ドラマCD「アイドルオーディション」（セガサターン）
- 超次元大戦 ネプテューヌVSセガ・ハード・ガールズ 夢の合体スペシャル ドラマCD「楽屋裏のガールズ☆トーク」（セガサターン）※限定版特典

2016年
- Trinity Tempo（芳野香蓮）

2017年
- ウマ娘 プリティーダービー STARTING GATE 05（エルコンドルパサー）
- ファイアーエムブレム0 愛と絆のスペシャルトークCD（アリス）

2018年
- TVアニメ/データカードダス『アイカツ!』&『アイカツスターズ!』スペシャルドラマCD（風沢そら）

2021年
- 休日のわるものさん（麦）
- ドラマCD「メイドラゴンたちの日常」（ルコア）
- Cheer球部! 1st Battle CD（高梨みみ）

### 吹き替え
- おちゃめなシモン (ルー／テオドー)

### ラジオドラマ
- リカバリ-recovery-（2011年）[211]

### ラジオ
※はインターネット配信。
- A&G Girls Project Trefle （2013年 - 2015年、超!A&G+※）[212]
- 由佳・ありさ・未奈美のMラジ!!（2014年 - 2017年、超!A&G+※・マリン・エンタテインメント公式サイト※）
- みーなのマジカルプラネット（2014年 - 2016年、ListenRadio※→超!A&G+※）
- セハガールのハードなSEGA情報RADIO「セハラジ」（2015年 - 2017年、超!A&G+※）
- 食戟のソーマ 〜種田高橋料理學園〜（2015年、音泉※）[213]
- きかせて! ギャル子ちゃん（2016年、HiBiKi Radio Station※）[214]
- モンハンラジオ モンハン部放送局 3rd（2016年 - 2017年、モンスターハンター公式サイト※・ポッドキャスト※・音泉※）[215]
- 食戟のソーマ弐ノ皿presents 種田高橋の おあがりよ、まつおかさん!（2016年、音泉※）[216]
- 小林さんちのイシュカン・ラジオ（2016年 - 2017年、音泉※）[217]
- たかみーのゴリラジオ（2016年 - 2017年、アニメイトチャンネル※・マリン・エンタテインメントニコニコ公式チャンネル※）[218]
- る〜りぃ♡み〜な ukiuki ルミナス（2017年 - 2018年、ミュージックバード）[219]
- ラジオ「ソード・オラトリア」〜魔導士とアマゾネス〜（2017年、音泉※）[220]
- ラジオ エロマンガSENSAION!（2017年、音泉※）[221]
- たかみなと大西のたかにしや[注釈 3]（2019年 - 2023年、ニコニコ生放送※）[222]
- A&G TRIBAL RADIO エジソン（2020年 - 2025年、文化放送・超!A&G+※）[223]
- 青木と髙橋のもうすぐ金になるラジオ（2022年 - 、YouTube Live※）

### 映像商品
- スタプラ! DJ-DVD 星華学院放送部 Lesson 1（2012年）
- THE IDOLM@STER MILLION LIVE! 2ndLIVE ENJOY H@RMONY!! Live Blu-ray Day2（2015年）[224]
- THE IDOLM@STER MILLION LIVE! 3rdLIVE TOUR BELIEVE MY DRE@M!! LIVE Blu-ray （2016年）[225][226]
- たかみーのゴリラジオ ウホ!（マリン・エンタテインメント：2017年4月5日）
- THE IDOLM@STER MILLION LIVE! 4thLIVE TH@NK YOU for SMILE! LIVE Blu-ray DAY3（2018年）[227]
- Animelo Summer Live 2017 -THE CARD- 8.26（2018年、アイドルマスターミリオンスターズとして出演）[228]
- THE IDOLM@STER 765 MILLIONSTARS HOTCHPOTCH FESTIV@L!! LIVE Blu-ray（2018年）[229]
- 高橋未奈美のみ、味方はナシ！Vol.1-2(2018年 - 2019年) [230][231]
- 春佳・彩花のSSちゃんねる たかみなパラダイス（2019年）[232]
- 諏訪彩花×高橋未奈美 二人で休日デート♪in東京ドイツ村（2019年）[233]
- THE IDOLM@STER MILLION LIVE! 5thLIVE BRAND NEW PERFORM@NCE!!! LIVE Blu-ray（2019年）[234]
- THE IDOLM@STER MILLION THE@TER WAVE 01 Flyers!!! 【BD映像特典】ミリシタ感謝祭[235]
- THE IDOLM@STER MILLION LIVE! 6thLIVE TOUR UNI-ON@IR!!!! LIVE Blu-ray Angel STATION @SENDAI（2020年）[236]
- ENDLESS TOUR BD同梱映像（2020年）
- THE IDOLM@STER MILLION LIVE! 6thLIVE TOUR UNI-ON@IR!!!! SPECIAL LIVE Blu-ray（2020年）[237]
- バンダイナムコエンターテインメントフェスティバル 2days LIVE Blu-ray（2020年、アイドルマスター ミリオンライブ！ ミリオンスターズとして出演）[238]
- SEASIDE 10th Anniversary DVD 諏訪彩花編（2021年）[239]
- THE IDOLM@STER MILLION LIVE! 7thLIVE Q@MP FLYER!!! Reburn LIVE Blu-ray DAY2（2022年）[240][241][242]
- ウマ娘 プリティーダービー 2nd EVENT「Sound Fanfare！」Blu-ray（2022年）[243]
- ウマ娘 プリティーダービー 3rd EVENT　WINNING DREAM STAGE Blu-ray（2022年）[244]
- THE IDOLM＠STER MILLION LIVE! 8thLIVE Twelw@ve LIVE Blu-ray DAY1（2022年）[245][246]
- THE IDOLM@STER M@STERS OF IDOL WORLD!!!!! 2023 Blu-ray PERFECT BOX!!!!!（2023年）[247]
- THE IDOLM@STER MILLION LIVE! 9thLIVE ChoruSp@rkle!! LIVE Blu-ray DAY2（2024年）[248][249]

### ボイスオーバー
- カトリーヌ・ミュレー パリ発！花のノエル（NHK）

### デジタルコミック
- 贄姫の婚姻 身代わり王女は帝国で最愛となる（2023年、ルーシャ[250]）
- いばら姫（2024年、藤山千織[251]）

### テレビ番組
※はインターネット配信。
- 2.5次元てれび（2013年、DigitalTimeWarp）リポーターズ候補生（2期） ※不定期出演
- 2.5次元あうと（2013年、DigitalTimeWarp）リポーターズ候補生（2期） ※不定期出演
- アニメマシテ（2015年、テレビ東京）MC
- ダンまち情報局オラジオZ（2017年 - 2018年、YouTube Live※）[252]
- 高橋未奈美のみ、味方はナシ!（2018年 - 、ニコニコ動画 Phononチャンネル）[253]
- みんなのKEIBA こっそり裏実況（2021年6月27日（第62回宝塚記念） - 、YouTube フジテレビ みんなのKEIBA 公式チャンネル） ※不定期出演

### 朗読劇
- オリジナル朗読劇「選ばれなかった勇者の花嫁」（2020年10月4日、ところざわサクラタウン ジャパンパビリオン ホールA） - ディアンナ 役[254]
- オリジナル朗読劇「モノクロの空に虹を架けよう」第四夜（2021年5月13日、オンライン配信） - 彩 役[255]
- MEET-K 2021 IN SAKURA TOWN ～韓国オンライン漫画編～（2021年10月23日、ところざわサクラタウン ジャパンパビリオン ホールA）[256]
- 声優×芸人朗読劇「WARAI-GOE」（2021年11月1日・6日、紀伊國屋ホール）[257]
- 朗読劇「革命への行進曲　モーツァルトVS検閲官」（2023年8月4日、TOKYO FM HALL）- ルイーザ・ピアニスト 役[258]
- 「WARAI-GOE」（2023年8月25日、紀伊國屋ホール）[259]
- 朗読劇「ネコたん！〜猫町怪異奇譚〜」（2024年5月10日、あうるすぽっと） - 財部梨杏 役[260]

### その他コンテンツ
- 音泉インフォメーション ナビゲーター（2015年9月、2017年3月）
- 信濃グランセローズ（2016年、BCリーグ） BPフェアリーズプロジェクト（中野ユイ[261]）
- オーディオドラマ『グランブルーファンタジー OTOCA「舞い歌う五花」』（2017年、ジオラ）
- バンめし♪（2018年、吉廻千代）
- 始まりの魔法使い 朗読配信（2018年、リン[262]）
- ありふれた職業で世界最強 ボイスドラマ（2019年 - 2025年、シア・ハウリア） - 3シリーズ[一覧 22]
- パチンコ『Pフィーバー アイドルマスター ミリオンライブ!』（2021年、馬場このみ[263]）
- パチスロ『パチスロ アイドルマスター ミリオンライブ!』（2021年、馬場このみ[264]）
- ASMR『おしごとねいろ 〜海の家編〜』 （2021年、小泉有沙[265]）
- パチンコ『Pフィーバーありふれた職業で世界最強』（2023年、シア・ハウリア）
- パチスロ『Lパチスロ ありふれた職業で世界最強』（2025年、シア・ハウリア）
- マスクプレイミュージカル『キミとアイドルプリキュア♪ ドリームステージ♪』（2025年7月 - 2026年3月予定、蒼風なな / キュアウインク[266]）

## ディスコグラフィ

### ミニアルバム
|        | 発売日        | タイトル  | 規格品番  | 規格品番  | オリコン 最高位 |
| 限定盤 | 発売日        | タイトル  | 通常盤    |           | オリコン 最高位 |
| ------ | ------------- | --------- | --------- | --------- | --------------- |
|        | 2022年9月28日 | Tenk you! | UICZ-9221 | UICZ-4608 | 27位            |

### キャラクターソング
| 発売日   | 商品名                                                                                         | 歌 | 楽曲                                                                                              | 備考                                                                                            |
| 2013年   | 2013年                                                                                         | 2013年 | 2013年                                                                                            | 2013年                                                                                          |
| -------- | ---------------------------------------------------------------------------------------------- | --- | ------------------------------------------------------------------------------------------------- | ----------------------------------------------------------------------------------------------- |
| 4月24日  | THE IDOLM@STER LIVE THE@TER PERFORMANCE 01 Thank You!                                          | 765 MILLIONSTARS | 「Thank You!」                                                                                    | ゲーム『アイドルマスター ミリオンライブ！』テーマソング                                         |
| 4月24日  | THE IDOLM@STER LIVE THE@TER PERFORMANCE 01 Thank You!                                          | 765THEATER ALLSTARS | 「Thank You!」                                                                                    | ゲーム『アイドルマスター ミリオンライブ！』テーマソング                                         |
| 9月11日  | シャララ☆ランデヴー                                                                            | team.スピカ | 「シャララ☆ランデヴー」                                                                           | ラジオ『スタプラ！ 星華学院放送部』エンディングテーマ                                           |
| 2014年   |                                                                                                | |                                                                                                   |                                                                                                 |
| 4月30日  | THE IDOLM@STER LIVE THE@TER PERFORMANCE 13                                                     | 馬場このみ（高橋未奈美） | 「dear...」                                                                                       | ゲーム『アイドルマスター ミリオンライブ！』関連曲                                               |
| 4月30日  | THE IDOLM@STER LIVE THE@TER PERFORMANCE 13                                                     | 双海亜美（下田麻美）、永吉昴（斉藤佑圭）、野々原茜（小笠原早紀）、馬場このみ（高橋未奈美） | 「Bigバルーン◎」                                                                                  | ゲーム『アイドルマスター ミリオンライブ！』関連曲                                               |
| 10月22日 | Blooming!!/若い力 -SEGA HARD GIRLS MIX-                                                        | ドリームキャスト（M・A・O）、セガサターン（高橋未奈美）、メガドライブ（井澤詩織）、セガ・マークIII（田中真奈美）、マスターシステム（髙山ゆう子）、ビジュアルメモリ（上坂すみれ） | 「Blooming!!」                                                                                    | 『セガ・ハード・ガールズ』イメージソング                                                        |
| 11月     | THE IDOLM@STER LIVE THE@TER SELECTION CD                                                       | 馬場このみ（高橋未奈美） | 「Legend Girls!!」                                                                                | ゲーム『アイドルマスター ミリオンライブ！』関連曲                                               |
| 11月     | THE IDOLM@STER LIVE THE@TER SELECTION CD                                                       | 望月杏奈（夏川椎菜）、七尾百合子（伊藤美来）、北沢志保（雨宮天）、馬場このみ（高橋未奈美）、エミリー スチュアート（郁原ゆう） | 「Thank You!」                                                                                    | ゲーム『アイドルマスター ミリオンライブ！』関連曲                                               |
| 12月17日 | Hi☆sCoool! セハガール オリジナル・サウンドトラック                                             | ドリームキャスト（M・A・O）、セガサターン（高橋未奈美）、メガドライブ（井澤詩織） | 「セハガガガンバッちゃう!!」                                                                      | テレビアニメ『Hi☆sCoool! セハガール』オープニングテーマ                                         |
| 12月17日 | Hi☆sCoool! セハガール オリジナル・サウンドトラック                                             | ドリームキャスト（M・A・O）、セガサターン（高橋未奈美）、メガドライブ（井澤詩織） | 「セハガガ行進曲〜マーチ〜」                                                                      | テレビアニメ『Hi☆sCoool! セハガール』関連曲                                                     |
| 12月17日 | Hi☆sCoool! セハガール オリジナル・サウンドトラック                                             | セガサターン（高橋未奈美） | 「NoNoNo No way!」                                                                                | テレビアニメ『Hi☆sCoool! セハガール』関連曲                                                     |
| 2015年   |                                                                                                | |                                                                                                   |                                                                                                 |
| 1月28日  | THE IDOLM@STER LIVE THE@TER HARMONY 08                                                         | ミックスナッツ | 「ドリームトラベラー」 「Welcome!!」                                                              | ゲーム『アイドルマスター ミリオンライブ！』関連曲                                               |
| 1月28日  | THE IDOLM@STER LIVE THE@TER HARMONY 08                                                         | 馬場このみ（高橋未奈美） | 「水中キャンディ」                                                                                | ゲーム『アイドルマスター ミリオンライブ！』関連曲                                               |
| 4月4日   | THE IDOLM@STER LIVE THE@TER SOLO COLLECTION Vol.01                                             | 馬場このみ（高橋未奈美） | 「Bigバルーン◎」                                                                                  | ゲーム『アイドルマスター ミリオンライブ！』関連曲                                               |
| 8月5日   | 食戟のソーマ キャラクターソングシリーズ Side Girls 2 田所恵                                    | 田所恵（高橋未奈美） | 「笑顔にしたいから」 「百皿繚乱☆献立バトル」                                                      | テレビアニメ『食戟のソーマ』関連曲                                                              |
| 9月30日  | THE IDOLM@STER LIVE THE@TER DREAMERS 01 Dreaming!                                              | MILLION ALLSTARS | 「Welcome!!」                                                                                     | ゲーム『アイドルマスター ミリオンライブ！』関連曲                                               |
| 12月2日  | THE IDOLM@STER LIVE THE@TER DREAMERS 03                                                        | 如月千早（今井麻美）、周防桃子（渡部恵子）、徳川まつり（諏訪彩花）、二階堂千鶴（野村香菜子）、萩原雪歩（浅倉杏美）、箱崎星梨花（麻倉もも）、馬場このみ（高橋未奈美）、真壁瑞希（阿部里果）、宮尾美也（桐谷蝶々）、最上静香（田所あずさ） | 「Dreaming!」                                                                                     | ゲーム『アイドルマスター ミリオンライブ！』関連曲                                               |
| 12月2日  | THE IDOLM@STER LIVE THE@TER DREAMERS 03                                                        | 徳川まつり（諏訪彩花）、馬場このみ（高橋未奈美） | 「Decided」                                                                                       | ゲーム『アイドルマスター ミリオンライブ！』関連曲                                               |
| 2016年   |                                                                                                | |                                                                                                   |                                                                                                 |
| 1月30日  | THE IDOLM@STER LIVE THE@TER SOLO COLLECTION Vol.03 Dance Edition                               | 馬場このみ（高橋未奈美） | 「Decided」                                                                                       | ゲーム『アイドルマスター ミリオンライブ！』関連曲                                               |
| 2月20日  | TrinityTempoドラマCD1 チーム：ブーケ                                                           | チーム:ブーケ | 「Stellar Dreams Shine」                                                                          | ドラマCD『Trinity Tempo』関連曲                                                                 |
| 3月23日  | YPMA☆GIRLS                                                                                     | ギャル子（和氣あず未）、オタ子（富田美憂）、お嬢（高橋未奈美） | 「YPMA☆GIRLS」                                                                                    | テレビアニメ『おしえて！ ギャル子ちゃん』主題歌                                                 |
| 3月23日  | YPMA☆GIRLS                                                                                     | ギャル子（和氣あず未）、オタ子（富田美憂）、お嬢（高橋未奈美） | 「GAL -Get All Lucky！-」                                                                         | テレビアニメ『おしえて！ ギャル子ちゃん』関連曲                                                 |
| 7月6日   | 十年先へ、すすめ！                                                                             | ドリームキャスト（M・A・O）、セガサターン（高橋未奈美） | 「十年先へ、すすめ！」                                                                            | 『セガ・ハード・ガールズ』関連曲                                                                |
| 7月27日  | Never Ending Fantasy 〜GRANBLUE FANTASY〜                                                      | ディアンサ（水瀬いのり）、リナリア（田中美海）、ハリエ（小倉唯）、ジオラ（高橋未奈美）、カンナ（内山夕実） | 「Never Ending Fantasy」                                                                          | ゲーム『グランブルーファンタジー』関連曲                                                        |
| 7月27日  | Never Ending Fantasy 〜GRANBLUE FANTASY〜                                                      | ジオラ（高橋未奈美） | 「Never Ending Fantasy」                                                                          | ゲーム『グランブルーファンタジー』関連曲                                                        |
| 11月9日  | FLIP FLAP FLIP FLAP                                                                            | TO-MAS feat. パピカ（M・A・O）、ココナ（高橋未奈美） | 「OVER THE RAINBOW」                                                                              | テレビアニメ『フリップフラッパーズ』関連曲                                                      |
| 2017年   |                                                                                                | |                                                                                                   |                                                                                                 |
| 2月8日   | イシュカン・コミュニケーション                                                                 | ちょろゴンず | 「イシュカン・コミュニケーション」                                                                | テレビアニメ『小林さんちのメイドラゴン』エンディングテーマ                                      |
| 2月8日   | イシュカン・コミュニケーション                                                                 | ちょろゴンず | 「A DAY IN THE DRAGON'S LIFE」                                                                    | テレビアニメ『小林さんちのメイドラゴン』関連曲                                                  |
| 2月15日  | THE IDOLM@STER LIVE THE@TER FORWARD 03 Starlight Melody                                        | ジェミニ | 「永遠の花」                                                                                      | ゲーム『アイドルマスター ミリオンライブ！』関連曲                                               |
| 2月15日  | THE IDOLM@STER LIVE THE@TER FORWARD 03 Starlight Melody                                        | Starlight Melody | 「Starry Melody」                                                                                 | ゲーム『アイドルマスター ミリオンライブ！』関連曲                                               |
| 3月9日   | THE IDOLM@STER LIVE THE@TER SOLO COLLECTION 04 Starlight Theater                               | 馬場このみ（高橋未奈美） | 「永遠の花」                                                                                      | ゲーム『アイドルマスター ミリオンライブ！』関連曲                                               |
| 3月15日  | 小林さんちのメイ曲集                                                                           | ルコア（高橋未奈美） | 「リトルライダー」                                                                                | テレビアニメ『小林さんちのメイドラゴン』関連曲                                                  |
| 3月15日  | Stage of Star                                                                                  | ステラマリス | 「Stage of Star」 「恋はフュージョン」                                                            | 『Re:ステージ！』関連曲                                                                         |
| 4月5日   | ウマ娘 プリティーダービー STARTING GATE 05                                                     | メジロマックイーン（大西沙織）、エルコンドルパサー（高橋未奈美）、テイエムオペラオー（徳井青空） | 「世界は僕らの言いなりさ」 「うまぴょい伝説」                                                     | ゲーム『ウマ娘 プリティーダービー』関連曲                                                       |
| 4月5日   | ウマ娘 プリティーダービー STARTING GATE 05                                                     | エルコンドルパサー（高橋未奈美） | 「L's Surprise!」                                                                                 | ゲーム『ウマ娘 プリティーダービー』関連曲                                                       |
| 7月26日  | THE IDOLM@STER MILLION THE@TER GENERATION 01 Brand New Theater!                                | 765 MILLION ALLSTARS | 「Brand New Theater!」                                                                            | ゲーム『アイドルマスター ミリオンライブ！ シアターデイズ』テーマソング                          |
| 7月26日  | THE IDOLM@STER MILLION THE@TER GENERATION 01 Brand New Theater!                                | 765 MILLION ALLSTARS | 「Dreaming!」                                                                                     | ゲーム『アイドルマスター ミリオンライブ！ シアターデイズ』関連曲                                |
| 7月26日  | エロマンガ先生 BD・DVD第2巻特典CD                                                              | 山田エルフ（高橋未奈美） | 「FREEDOM GIRL」                                                                                  | テレビアニメ『エロマンガ先生』関連曲                                                            |
| 8月18日  | Secret Dream                                                                                   | ステラマリス | 「Secret Dream」 「Realize」                                                                      | 『Re:ステージ！』関連曲                                                                         |
| 8月23日  | シノビナイトメア                                                                               | シノビナイトメア | 「儚くも美しく」                                                                                  | ゲーム『シノビナイトメア』主題歌                                                                |
| 8月23日  | シノビナイトメア                                                                               | シノビナイトメア | 「シノビフェニックス」                                                                            | ゲーム『シノビナイトメア』関連曲                                                                |
| 8月23日  | シノビナイトメア                                                                               | ヒイラギ（高橋未奈美） | 「KONKONスノウ」                                                                                  | ゲーム『シノビナイトメア』関連曲                                                                |
| 10月25日 | THE IDOLM@STER MILLION LIVE! M@STER SPARKLE 03                                                 | 馬場このみ（高橋未奈美） | 「To…」                                                                                           | ゲーム『アイドルマスター ミリオンライブ！ シアターデイズ』関連曲                                |
| 10月25日 | ソード・オラトリア ダンジョンに出会いを求めるのは間違っているだろうか外伝 BD・DVD第5巻特典CD   | ティオネ・ヒリュテ（高橋未奈美） | 「花になりたい」                                                                                  | テレビアニメ『ソード・オラトリア ダンジョンに出会いを求めるのは間違っているだろうか外伝』関連曲 |
| 12月27日 | THE IDOLM@STER MILLION THE@TER GENERATION 03 エンジェルスターズ                                | エンジェルスターズ | 「Brand New Theater!」                                                                            | ゲーム『アイドルマスター ミリオンライブ！ シアターデイズ』関連曲                                |
| 2018年   |                                                                                                | |                                                                                                   |                                                                                                 |
| 4月4日   | THE IDOLM@STER MILLION LIVE! M@STER SPARKLE 08                                                 | 765 MILLION ALLSTARS | 「Brand New Theater!」                                                                            | ゲーム『アイドルマスター ミリオンライブ！ シアターデイズ』関連曲                                |
| 6月1日   | THE IDOLM@STER LIVE THE@TER SOLO COLLECTION 06 エンジェルスターズ                              | 馬場このみ（高橋未奈美） | 「花ざかりWeekend✿」                                                                              | ゲーム『アイドルマスター ミリオンライブ！』関連曲                                               |
| 6月6日   | 明日への扉                                                                                     | 山田結衣（高橋未奈美）、加瀬友香（佐倉綾音） | 「明日への扉」                                                                                    | OVA『あさがおと加瀬さん。』主題歌                                                               |
| 6月6日   | あさがおと加瀬さん。 カバーソング&オーディオドラマアルバム                                     | 山田結衣（高橋未奈美）、加瀬友香（佐倉綾音） | 「小さな恋のうた」                                                                                | OVA『あさがおと加瀬さん。』関連曲                                                               |
| 6月6日   | あさがおと加瀬さん。 カバーソング&オーディオドラマアルバム                                     | 山田結衣（高橋未奈美） | 「あ〜よかった」                                                                                  | OVA『あさがおと加瀬さん。』関連曲                                                               |
| 6月20日  | Brilliant Wings                                                                                | ステラマリス | 「Brilliant Wings」 「Time and Space」                                                            | 『Re:ステージ！』関連曲                                                                         |
| 6月27日  | THE IDOLM@STER MILLION THE@TER GENERATION 09 4 Luxury                                          | 4 Luxury | 「花ざかりWeekend✿」 「RED ZONE」                                                                 | ゲーム『アイドルマスター ミリオンライブ！ シアターデイズ』関連曲                                |
| 7月25日  | ウマ娘 プリティーダービー ANIMATION DERBY 03 Special Record!/Find My Only Way                  | スペシャルウィーク（和氣あず未）、サイレンススズカ（高野麻里佳）、トウカイテイオー（Machico）、ウオッカ（大橋彩香）、ダイワスカーレット（木村千咲）、ゴールドシップ（上田瞳）、メジロマックイーン（大西沙織）、エルコンドルパサー（高橋未奈美）、グラスワンダー（前田玲奈）、シンボリルドルフ（田所あずさ）、エアグルーヴ（青木瑠璃子）、ヒシアマゾン（巽悠衣子）、フジキセキ（松井恵理子）、マルゼンスキー（Lynn）、テイエムオペラオー（徳井青空）、ビワハヤヒデ（近藤唯）、ナリタブライアン（相坂優歌）、オグリキャップ（高柳知葉） | 「Special Record!」                                                                               | テレビアニメ『ウマ娘 プリティーダービー』挿入歌                                                 |
| 7月25日  | ウマ娘 プリティーダービー ANIMATION DERBY 03 Special Record!/Find My Only Way                  | スペシャルウィーク（和氣あず未）、サイレンススズカ（高野麻里佳）、トウカイテイオー（Machico）、ウオッカ（大橋彩香）、ダイワスカーレット（木村千咲）、ゴールドシップ（上田瞳）、メジロマックイーン（大西沙織）、エルコンドルパサー（高橋未奈美）、グラスワンダー（前田玲奈）、セイウンスカイ（鬼頭明里）、キングヘイロー（佐伯伊織）、ハルウララ（首藤志奈）、シンボリルドルフ（田所あずさ）、タイキシャトル（大坪由佳）、エアグルーヴ（青木瑠璃子）、ヒシアマゾン（巽悠衣子）、フジキセキ（松井恵理子）、マルゼンスキー（Lynn）、テイエムオペラオー（徳井青空）、ビワハヤヒデ（近藤唯）、ナリタブライアン（相坂優歌）、オグリキャップ（高柳知葉）、スーパークリーク（優木かな）、タマモクロス（大空直美）、イナリワン（井上遥乃）、ウイニングチケット（渡部優衣）、メジロライアン（土師亜文）、メジロドーベル（久保田ひかり）、ナイスネイチャ（前田佳織里）、エイシンフラッシュ（藤野彩水）、マチカネフクキタル（新田ひより）、メイショウドトウ（和多田美咲） | 「うまぴょい伝説」                                                                                | テレビアニメ『ウマ娘 プリティーダービー』エンディングテーマ                                     |
| 8月29日  | THE IDOLM@STER MILLION THE@TER GENERATION 11 UNION!!                                           | 765 MILLION ALLSTARS | 「UNION!!」 「Welcome!!」                                                                         | ゲーム『アイドルマスター ミリオンライブ！ シアターデイズ』関連曲                                |
| 9月19日  | ヒミツのカギ、ここたま！/ここたまさがそっ！み〜つっけた♪                                       | 星ノ川はるか（高橋未奈美）、リボン（水瀬いのり）、ピロー（伊瀬茉莉也）、ちゃこ（岩井映美里） | 「ヒミツのカギ、ここたま！」                                                                      | テレビアニメ『キラキラハッピー★ ひらけ！ここたま』オープニングテーマ                            |
| 9月29日  | 怪獣娘（黒）〜ウルトラ怪獣擬人化計画〜 主題歌CD付き前売り券                                    | BLACK STARS | 「東奔西走行進曲」                                                                                | OVA『怪獣娘（黒）〜ウルトラ怪獣擬人化計画〜』オープニングテーマ                                 |
| 10月10日 | ウマ娘 プリティーダービー ANIMATION DERBY 07                                                   | エルコンドルパサー（高橋未奈美）、オグリキャップ（高柳知葉）、グラスワンダー（前田玲奈）、テイエムオペラオー（徳井青空）、セイウンスカイ（鬼頭明里）、ハルウララ（首藤志奈）、タイキシャトル（大坪由佳） | 「Special Record!」                                                                               | テレビアニメ『ウマ娘 プリティーダービー』関連曲                                                 |
| 11月21日 | THE IDOLM@STER 765 MILLIONSTARS HOTCHPOTCH FESTIV@L!! LIVE CD                                  | 馬場このみ（高橋未奈美）、百瀬莉緒（山口立花子）、豊川風花（末柄里恵）、桜守歌織（香里有佐） | 「おとなのはじまり」                                                                              | テレビアニメ『THE IDOLM@STER』関連曲                                                            |
| 11月21日 | あさがおと加瀬さん。 Blu-ray Flower Edition 封入特典「Special Memorial CD」                    | 山田結衣（高橋未奈美）、加瀬友香（佐倉綾音） | 「以心電信」                                                                                      | OVA『あさがおと加瀬さん。』関連曲                                                               |
| 11月28日 | THE IDOLM@STER THE@TER BOOST 03                                                                | 田中琴葉（種田梨沙）、周防桃子（渡部恵子）、馬場このみ（高橋未奈美）、真壁瑞希（阿部里果）、白石紬（南早紀） | 「ラスト・アクトレス」 「DIAMOND DAYS」                                                           | ゲーム『アイドルマスター ミリオンライブ！ シアターデイズ』関連曲                                |
| 12月5日  | ビター・エスケープ                                                                             | 吉廻千代（高橋未奈美） | 「ビター・エスケープ」                                                                            | 『バンめし♪』関連曲                                                                             |
| 2019年   |                                                                                                | |                                                                                                   |                                                                                                 |
| 1月16日  | エロマンガ先生 OVA 特典CD                                                                      | 山田エルフ（高橋未奈美） | 「わたしの幸せ〜Falling in Love With You〜」                                                      | OVA『エロマンガ先生』挿入歌                                                                     |
| 1月30日  | Q.E.D.                                                                                         | ステラマリス | 「InFiction」                                                                                     | 『Re:ステージ！』関連曲                                                                         |
| 1月30日  | Q.E.D.                                                                                         | 式宮碧音（高橋未奈美） | 「DESERT BLACK FLOWER」                                                                           | 『Re:ステージ！』関連曲                                                                         |
| 3月13日  | 漂白脱兎                                                                                       | Blanc Bunny Bandit［吉廻千代（高橋未奈美）］ | 「箱庭のエチュード」                                                                              | 『バンめし♪』関連曲                                                                             |
| 3月13日  | 漂白脱兎                                                                                       | Blanc Bunny Bandit | 「漂白脱兎」                                                                                      | 『バンめし♪』関連曲                                                                             |
| 3月13日  | 漂白脱兎                                                                                       | Blanc Bunny Bandit | 「ひふみで湯〜とぴあ♨」                                                                           | 『バンめし♪』関連曲                                                                             |
| 3月13日  | 漂白脱兎                                                                                       | 八萬伝統地区振興会 | 「奥美濃八萬歌」                                                                                  | 『バンめし♪』関連曲                                                                             |
| 4月26日  | THE IDOLM@STER THE@TER SOLO COLLECTION 07 ANGEL STARS                                          | 馬場このみ（高橋未奈美） | 「Starry Melody」                                                                                 | ゲーム『アイドルマスター ミリオンライブ！』関連曲                                               |
| 7月24日  | THE IDOLM@STER MILLION THE@TER WAVE 01 Flyers!!!                                               | 765 MILLION ALLSTARS | 「Flyers!!!」                                                                                     | ゲーム『アイドルマスター ミリオンライブ！ シアターデイズ』関連曲                                |
| 7月24日  | THE IDOLM@STER MILLION THE@TER WAVE 01 Flyers!!!                                               | 豊川風花（末柄里恵）、馬場このみ（高橋未奈美）、百瀬莉緒（山口立花子）、桜守歌織（香里有佐）、二階堂千鶴（野村香菜子） | 「White Vows」                                                                                    | ゲーム『アイドルマスター ミリオンライブ！ シアターデイズ』関連曲                                |
| 8月7日   | 町かどタンジェント/よいまちカンターレ                                                          | コーロまちカド | 「よいまちカンターレ」                                                                            | テレビアニメ『まちカドまぞく』エンディングテーマ                                                |
| 8月28日  | Happy New Genesis 〜GRANBLUE FANTASY〜                                                         | ディアンサ（水瀬いのり）、リナリア（田中美海）、ハリエ（小倉唯）、ジオラ（高橋未奈美）、カンナ（内山夕実） | 「Happy New Genesis」                                                                             | ゲーム『グランブルーファンタジー』関連曲                                                        |
| 8月28日  | Happy New Genesis 〜GRANBLUE FANTASY〜                                                         | リナリア（田中美海）、ジオラ（高橋未奈美） | 「Happy New Genesis」                                                                             | ゲーム『グランブルーファンタジー』関連曲                                                        |
| 10月2日  | DRe:AMER ステラマリス盤                                                                        | ステラマリス | 「Like the Sun, Like the Moon」                                                                   | テレビアニメ『Re:ステージ！ ドリームデイズ♪』挿入歌                                             |
| 10月2日  | DRe:AMER ステラマリス盤 きゃにめ特典CD                                                         | 式宮碧音（高橋未奈美） | 「Like the Sun, Like the Moon」                                                                   | テレビアニメ『Re:ステージ！ ドリームデイズ♪』関連曲                                             |
| 12月4日  | ありふれた職業で世界最強 キャラソンミニアルバム                                                | シア・ハウリア（高橋未奈美） | 「FUTURE STEP」                                                                                   | テレビアニメ『ありふれた職業で世界最強』挿入歌                                                  |
| 12月18日 | Re:ステージ！ ドリームデイズ♪ BD・DVD第4巻 きゃにめ特典CD                                      | ステラマリス | 「恋はフュージョン -y0c1e Remix-」 「Stage of Star -y0c1e Remix-」                                | テレビアニメ『Re:ステージ！ ドリームデイズ♪』関連曲                                             |
| 12月25日 | THE IDOLM@STER MILLION THE@TER WAVE 04 Sherry 'n Cherry                                        | Sherry 'n Cherry | 「Cherry Colored Love」 「夜と、明かりと。」                                                      | ゲーム『アイドルマスター ミリオンライブ！ シアターデイズ』関連曲                                |
| 2020年   |                                                                                                | |                                                                                                   |                                                                                                 |
| 3月18日  | 共鳴性白染自由主義                                                                             | Blanc Bunny Bandit | 「共鳴性白染自由主義」                                                                            | 『バンめし♪』関連曲                                                                             |
| 3月18日  | 共鳴性白染自由主義                                                                             | Blanc Bunny Bandit［吉廻千代（高橋未奈美）］ | 「変革のプレリュード」                                                                            | 『バンめし♪』関連曲                                                                             |
| 3月18日  | 共鳴性白染自由主義                                                                             | Blanc Bunny Bandit | 「翠緑と紅蓮」                                                                                    | 『バンめし♪』関連曲                                                                             |
| 3月18日  | 共鳴性白染自由主義                                                                             | Blanc Bunny Bandit | 「新世界ライオット」                                                                              | 『バンめし♪』関連曲                                                                             |
| 8月26日  | THE IDOLM@STER MILLION THE@TER WAVE 10 Glow Map                                                | 765 MILLION ALLSTARS | 「Glow Map」                                                                                      | ゲーム『アイドルマスター ミリオンライブ！ シアターデイズ』関連曲                                |
| 9月16日  | バンめし♪ ふるさとグランプリ ROUND2 〜夏の陣〜                                                 | Blanc Bunny Bandit［吉廻千代（高橋未奈美）］ | 「追憶のアリア」                                                                                  | 『バンめし♪』関連曲                                                                             |
| 12月16日 | Chain of Dream                                                                                 | ステラマリス | 「Bridge to Dream」                                                                               | 『Re:ステージ！』関連曲                                                                         |
| 12月23日 | 荒野のコトブキ飛行隊 大空のテイクオフガールズ！ チームソングミニアルバム                       | 怪盗団アカツキ | 「華麗なる予告状」                                                                                | ゲーム『荒野のコトブキ飛行隊 大空のテイクオフガールズ！』関連曲                                 |
| 12月31日 | アズールレーンキャラクターソング Vol.03 A&B セット                                             | イラストリアス（雨宮天）、ボルチモア（高橋未奈美）、ダイドー（青木瑠璃子）、タシュケント（井澤詩織）、アルバコア（種﨑敦美） | 「Blue Sprit」                                                                                    | ゲーム『アズールレーン』関連曲                                                                  |
| 2021年   |                                                                                                | |                                                                                                   |                                                                                                 |
| 3月17日  | Re:STAGE! THE BEST                                                                             | Re:STAGE! ALL IDOL | 「私たち、四季を遊ぶんです!!」                                                                    | 『Re:ステージ！』関連曲                                                                         |
| 3月17日  | ウマ娘 プリティーダービー WINNING LIVE 01                                                      | スペシャルウィーク（和氣あず未）、サイレンススズカ（高野麻里佳）、トウカイテイオー（Machico）、マルゼンスキー（Lynn）、オグリキャップ（高柳知葉）、ゴールドシップ（上田瞳）、ウオッカ（大橋彩香）、ダイワスカーレット（木村千咲）、タイキシャトル（大坪由佳）、グラスワンダー（前田玲奈）、メジロマックイーン（大西沙織）、エルコンドルパサー（髙橋ミナミ）、シンボリルドルフ（田所あずさ）、エアグルーヴ（青木瑠璃子）、マヤノトップガン（星谷美緒）、メジロライアン（土師亜文）、ライスシャワー（石見舞菜香）、アグネスタキオン（上坂すみれ）、ウイニングチケット（渡部優衣）、サクラバクシンオー（三澤紗千香）、スーパークリーク（優木かな）、ハルウララ（首藤志奈）、マチカネフクキタル（新田ひより）、ナイスネイチャ（前田佳織里）、キングヘイロー（佐伯伊織） | 「GIRLS' LEGEND U」                                                                               | ゲーム『ウマ娘 プリティーダービー』オープニングテーマ                                           |
| 3月17日  | ウマ娘 プリティーダービー WINNING LIVE 01                                                      | スペシャルウィーク（和氣あず未）、サイレンススズカ（高野麻里佳）、トウカイテイオー（Machico）、マルゼンスキー（Lynn）、オグリキャップ（高柳知葉）、ゴールドシップ（上田瞳）、ウオッカ（大橋彩香）、ダイワスカーレット（木村千咲）、タイキシャトル（大坪由佳）、グラスワンダー（前田玲奈）、メジロマックイーン（大西沙織）、エルコンドルパサー（髙橋ミナミ）、シンボリルドルフ（田所あずさ）、エアグルーヴ（青木瑠璃子）、マヤノトップガン（星谷美緒）、メジロライアン（土師亜文）、ライスシャワー（石見舞菜香）、アグネスタキオン（上坂すみれ）、ウイニングチケット（渡部優衣）、サクラバクシンオー（三澤紗千香）、スーパークリーク（優木かな）、ハルウララ（首藤志奈）、マチカネフクキタル（新田ひより）、ナイスネイチャ（前田佳織里）、キングヘイロー（佐伯伊織） | 「うまぴょい伝説」                                                                                | ゲーム『ウマ娘 プリティーダービー』関連曲                                                       |
| 3月17日  | ウマ娘 プリティーダービー WINNING LIVE 01                                                      | オグリキャップ（高柳知葉）、ウオッカ（大橋彩香）、タイキシャトル（大坪由佳）、エルコンドルパサー（髙橋ミナミ）、サクラバクシンオー（三澤紗千香）、ビコーペガサス（田中あいみ）、ナイスネイチャ（前田佳織里）、キングヘイロー（佐伯伊織） | 「本能スピード」                                                                                  | ゲーム『ウマ娘 プリティーダービー』関連曲                                                       |
| 3月31日  | ウマ娘 プリティーダービー ANIMATION DERBY Season 2 vol.3 Original Sound Track                  | スペシャルウィーク（和氣あず未）、サイレンススズカ（高野麻里佳）、トウカイテイオー（Machico）、ウオッカ（大橋彩香）、ダイワスカーレット（木村千咲）、ゴールドシップ（上田瞳）、メジロマックイーン（大西沙織）、シンボリルドルフ（田所あずさ）、ナイスネイチャ（前田佳織里）、ツインターボ（花井美春）、イクノディクタス（田澤茉純）、マチカネタンホイザ（遠野ひかる）、メジロパーマー（のぐちゆり）、ダイタクヘリオス（山根綺）、ミホノブルボン（長谷川育美）、ライスシャワー（石見舞菜香）、ビワハヤヒデ（近藤唯）、ナリタタイシン（渡部恵子）、ウイニングチケット （渡部優衣）、キタサンブラック（矢野妃菜喜）、サトノダイヤモンド（立花日菜）、マルゼンスキー（Lynn）、マヤノトップガン（星谷美緒）、ヒシアケボノ（松嵜麗）、エアグルーヴ（青木瑠璃子）、マチカネフクキタル（新田ひより）、メイショウドトウ（和多田美咲）、セイウンスカイ（鬼頭明里）、グラスワンダー（前田玲奈）、エルコンドルパサー（髙橋ミナミ）、サクラバクシンオー（三澤紗千香）、メジロライアン（土師亜文）、メジロドーベル（久保田ひかり）、ナリタブライアン（衣川里佳） | 「うまぴょい伝説 (TV Size)」                                                                      | テレビアニメ『ウマ娘 プリティーダービー Season 2』エンディングテーマ                            |
| 5月22日  | THE IDOLM@STER LIVE THE@TER SOLO COLLECTION 08 Angel Stars                                     | 馬場このみ（髙橋ミナミ） | 「Cherry Colored Love」                                                                           | ゲーム『アイドルマスター ミリオンライブ！ シアターデイズ』関連曲                                |
| 5月26日  | Home Sweet Home                                                                                | キサラギ＝アリス（富田美憂）、スノウ（菊池紗矢香）、ロゼ（村上奈津実）、グリム（髙橋ミナミ） | 「Home Sweet Home」                                                                               | テレビアニメ『戦闘員、派遣します！』エンディングテーマ                                          |
| 5月26日  | Home Sweet Home                                                                                | グリム（髙橋ミナミ） | 「Home Sweet Home」                                                                               | テレビアニメ『戦闘員、派遣します！』関連曲                                                      |
| 6月16日  | うまよん ミニアルバム                                                                          | スペシャルウィーク（和氣あず未）、グラスワンダー（前田玲奈）、エルコンドルパサー（髙橋ミナミ）、セイウンスカイ（鬼頭明里）、キングヘイロー（佐伯伊織） | 「ぴょいっと♪はれるや！」                                                                         | テレビアニメ『うまよん』主題歌                                                                  |
| 7月14日  | めいど・うぃず・どらごんず︎♥                                                                    | スーパーちょろゴンず | 「めいど・うぃず・どらごんず︎♥」                                                                   | テレビアニメ『小林さんちのメイドラゴンS』エンディングテーマ                                     |
| 7月14日  | めいど・うぃず・どらごんず︎♥                                                                    | スーパーちょろゴンず | 「愛のシュプリーム！」                                                                            | テレビアニメ『小林さんちのメイドラゴンS』関連曲                                                 |
| 7月28日  | THE IDOLM@STER MILLION THE@TER SEASON Harmony 4 You                                            | 765 MILLION ALLSTARS | 「Harmony 4 You」                                                                                 | ゲーム『アイドルマスター ミリオンライブ！ シアターデイズ』関連曲                                |
| 7月28日  | THE IDOLM@STER MILLION THE@TER SEASON Harmony 4 You                                            | エンジェルスターズ | 「EVERYDAY STARS!!」                                                                              | ゲーム『アイドルマスター ミリオンライブ！ シアターデイズ』関連曲                                |
| 8月28日  | 3rd EVENT WINNING DREAM STAGE Solo Vocal Tracks Vol.1                                          | エルコンドルパサー（髙橋ミナミ） | 「本能スピード（Game Size）」                                                                     | ゲーム『ウマ娘 プリティーダービー』関連曲                                                       |
| 9月22日  | メイドラゴンたちの日常                                                                         | スーパーちょろゴンず | 「THE DRAGON KING」                                                                               | テレビアニメ『小林さんちのメイドラゴンS』関連曲                                                 |
| 9月22日  | L・O・V・E                                                                                     | スーパーちょろゴンず | 「青空のラプソディ」                                                                              | テレビアニメ『小林さんちのメイドラゴンS』関連曲                                                 |
| 9月22日  | L・O・V・E                                                                                     | ルコア（髙橋ミナミ）、真ヶ土翔太（石原夏織） | 「Hey,lad !」                                                                                     | テレビアニメ『小林さんちのメイドラゴンS』関連曲                                                 |
| 9月22日  | L・O・V・E                                                                                     | トール（桑原由気）、エルマ（高田憂希）、ルコア（髙橋ミナミ） | 「I love your love,my love」                                                                      | テレビアニメ『小林さんちのメイドラゴンS』関連曲                                                 |
| 9月22日  | L・O・V・E                                                                                     | ルコア（髙橋ミナミ） | 「めいど・うぃず・どらごんず︎♥」                                                                   | テレビアニメ『小林さんちのメイドラゴンS』関連曲                                                 |
| 9月29日  | Power of Voice/輝きはここにある                                                                | Fancy♡Pansy | 「輝きはここにある」                                                                              | 『Cheer球部！』関連曲                                                                           |
| 12月22日 | Cheer球部！ユニットミニアルバム                                                                | Fancy♡Pansy | 「夢色のミザンセーヌ」                                                                            | 『Cheer球部！』関連曲                                                                           |
| 12月22日 | DOLLS Songs & Sounds 02                                                                        | NumberS | 「イデオ」                                                                                        | ゲーム『プロジェクト東京ドールズ』関連曲                                                        |
| 12月22日 | DOLLS Songs & Sounds 02                                                                        | DOLLS、NumberS | 「Pray Breath」 「感情を超えて」 「感情を超えて（E3 Ver.）」                                      | ゲーム『プロジェクト東京ドールズ』関連曲                                                        |
| 2022年   |                                                                                                | |                                                                                                   |                                                                                                 |
| 2月12日  | THE IDOLM@STER LIVE THE@TER SOLO COLLECTION 09 Angel Stars                                     | 馬場このみ（髙橋ミナミ） | 「ラスト・アクトレス」                                                                            | ゲーム『アイドルマスター ミリオンライブ！ シアターデイズ』関連曲                                |
| 2月22日  | ウマ娘 プリティーダービー Solo Vocal Tracks Vol.3 -4th EVENT SPECIAL DREAMERS!!-               | エルコンドルパサー（髙橋ミナミ） | 「Never Looking Back（Game Size）」                                                               | ゲーム『ウマ娘 プリティーダービー』関連曲                                                       |
| 2月23日  | THE IDOLM@STER MILLION THE@TER SEASON CLEVER CLOVER                                            | 横山奈緒（渡部優衣）、馬場このみ（髙橋ミナミ）、秋月律子（若林直美）、木下ひなた（田村奈央）、大神環（稲川英里） | 「Clover's Cry 〜神と神降ろしの少女〜」                                                           | ゲーム『アイドルマスター ミリオンライブ！ シアターデイズ』関連曲                                |
| 2月23日  | THE IDOLM@STER MILLION THE@TER SEASON CLEVER CLOVER                                            | CLEVER CLOVER | 「Shamrock Vivace」 「Harmony 4 You」                                                             | ゲーム『アイドルマスター ミリオンライブ！ シアターデイズ』関連曲                                |
| 4月20日  | 宵加減テトラゴン/ときめきランデヴー                                                            | コーロまちカド | 「宵加減テトラゴン」                                                                              | テレビアニメ『まちカドまぞく 2丁目』エンディングテーマ                                          |
| 5月26日  | THE IDOLM@STER MILLION LIVE! M@STER SPARKLE2 07                                                | 馬場このみ（髙橋ミナミ） | 「it's me」                                                                                       | ゲーム『アイドルマスター ミリオンライブ！ シアターデイズ』関連曲                                |
| 6月15日  | Clematis-クレマチス-                                                                           | ステラマリス | 「Clematis-クレマチス-」                                                                          | 『Re:ステージ！』関連曲                                                                         |
| 7月27日  | THE IDOLM@STER MILLION THE@TER SEASON 夢にかけるRainbow                                        | 765 MILLION ALLSTARS | 「夢にかけるRainbow」                                                                             | ゲーム『アイドルマスター ミリオンライブ！ シアターデイズ』関連曲                                |
| 7月27日  | THE IDOLM@STER MILLION THE@TER SEASON 夢にかけるRainbow                                        | エンジェルスターズ | 「夢にかけるRainbow」                                                                             | ゲーム『アイドルマスター ミリオンライブ！ シアターデイズ』関連曲                                |
| 10月4日  | ウマ娘 プリティーダービー Solo Vocal Tracks Vol.5 －4th EVENT SPECIAL DREAMERS!! EXTRA STAGE－ | エルコンドルパサー（髙橋ミナミ） | 「We are DREAMERS!!（Game Size）」                                                                | ゲーム『ウマ娘 プリティーダービー』関連曲                                                       |
| 12月14日 | THE IDOLM@STER MILLION THE@TER VARIETY 02                                                      | 765 MILLION ALLSTARS | 「Brand New Theater! 〜Brand New Year Ver.〜」                                                    | ゲーム『アイドルマスター ミリオンライブ！ シアターデイズ』関連曲                                |
| 12月28日 | ウマ娘 プリティーダービー WINNING LIVE 09                                                      | トウカイテイオー（Machico）、オグリキャップ（高柳知葉）、ウオッカ（大橋彩香）、タイキシャトル（大坪由佳）、エルコンドルパサー（髙橋ミナミ）、テイエムオペラオー（徳井青空）、ナリタブライアン（衣川里佳）、エアグルーヴ（青木瑠璃子）、タマモクロス（大空直美）、ビワハヤヒデ（近藤唯）、マヤノトップガン（星谷美緒）、ミホノブルボン（長谷川育美）、イナリワン（井上遥乃）、キタサンブラック（矢野妃菜喜） | 「Ms. VICTORIA」                                                                                  | ゲーム『ウマ娘 プリティーダービー』関連曲                                                       |
| 12月28日 | ウマ娘 プリティーダービー WINNING LIVE 09                                                      | トウカイテイオー（Machico）、オグリキャップ（高柳知葉）、ウオッカ（大橋彩香）、タイキシャトル（大坪由佳）、エルコンドルパサー（髙橋ミナミ）、テイエムオペラオー（徳井青空）、ナリタブライアン（衣川里佳）、エアグルーヴ（青木瑠璃子）、タマモクロス（大空直美）、ビワハヤヒデ（近藤唯）、マヤノトップガン（星谷美緒）、ミホノブルボン（長谷川育美）、イナリワン（井上遥乃）、スマートファルコン（大和田仁美）、キタサンブラック（矢野妃菜喜）、コパノリッキー（稲垣好）、ホッコータルマエ（菊池紗矢香）、ワンダーアキュート（須藤叶希） | 「うまぴょい伝説」                                                                                | ゲーム『ウマ娘 プリティーダービー』関連曲                                                       |
| 2023年   |                                                                                                | |                                                                                                   |                                                                                                 |
| 1月14日  | THE IDOLM@STER LIVE THE@TER SOLO COLLECTION 11 Angel Stars                                     | 馬場このみ（髙橋ミナミ） | 「White Vows」                                                                                    | ゲーム『アイドルマスター ミリオンライブ！ シアターデイズ』関連曲                                |
| 2月22日  | THE IDOLM@STER MILLION THE@TER SEASON FINAL                                                    | 秋月律子（若林直美）、七尾百合子（伊藤美来）、北上麗花（平山笑美）、島原エレナ（角元明日香）、馬場このみ（高橋ミナミ） | 「Supersonic Booster!」                                                                           | ゲーム『アイドルマスター ミリオンライブ！ シアターデイズ』関連曲                                |
| 3月23日  | THE IDOLM@STER 765 MILLION ALLSTARS BEST                                                       | 765 MILLION ALLSTARS | 「Thank You!（765 MILLION ALLSTARS ver.）」 「夢にかけるRainbow（Brand New Ver.）」 「Crossing!」 | ゲーム『アイドルマスター ミリオンライブ！ シアターデイズ』関連曲                                |
| 3月23日  | THE IDOLM@STER LIVE THE@TER BEST                                                               | Starlight Melody | 「Starry Melody（Brand New Ver.）」                                                               | ゲーム『アイドルマスター ミリオンライブ！ シアターデイズ』関連曲                                |
| 3月29日  | アニメ『うまゆる』アルバム                                                                     | スペシャルウィーク（和氣あず未）、サイレンススズカ（高野麻里佳）、トウカイテイオー（Machico）、マルゼンスキー（Lynn）、オグリキャップ（高柳知葉）、ゴールドシップ（上田瞳）、ウオッカ（大橋彩香）、ダイワスカーレット（木村千咲）、グラスワンダー（前田玲奈）、メジロマックイーン（大西沙織）、エルコンドルパサー（髙橋ミナミ）、テイエムオペラオー（徳井青空）、シンボリルドルフ（田所あずさ）、エアグルーヴ（青木瑠璃子）、アグネスデジタル（鈴木みのり）、セイウンスカイ（鬼頭明里）、ファインモーション（橋本ちなみ）、マヤノトップガン（星谷美緒）、ユキノビジン（山本希望）、アグネスタキオン（上坂すみれ）、イナリワン（井上遥乃）、ウイニングチケット（渡部優衣）、エアシャカール（津田美波）、トーセンジョーダン（鈴木絵理）、ナカヤマフェスタ（下地紫野）、ナリタタイシン（渡部恵子）、ハルウララ（首藤志奈）、マチカネフクキタル（新田ひより）、メイショウドトウ（和多田美咲）、キングヘイロー（佐伯伊織）、マチカネタンホイザ（遠野ひかる）、ダイタクヘリオス（山根綺）、ツインターボ（花井美春）、シリウスシンボリ（ファイルーズあい）、ツルマルツヨシ（青山吉能）、シンボリクリスエス（春川芽生）、タニノギムレット（松岡美里）、ハッピーミーク（吉咲みゆ） | 「うまぴょい伝説（Game Size）」                                                                   | Webアニメ『うまゆる』エンディングテーマ                                                         |
| 3月31日  | Relation                                                                                       | 式宮碧音（髙橋ミナミ）、白鳥天葉（日岡なつみ） | 「Imperial Stage」                                                                                | 『Re:ステージ！』関連曲                                                                         |
| 4月22日  | THE IDOLM@STER LIVE THE@TER SOLO COLLECTION 12 Angel Stars                                     | 馬場このみ（高橋ミナミ） | 「ドリームトラベラー」                                                                            | ゲーム『アイドルマスター ミリオンライブ！ シアターデイズ』関連曲                                |
| 5月31日  | THE IDOLM@STER MILLION THE@TER VARIETY 03                                                      | 如月千早（今井麻美）、木下ひなた（田村奈央）、天空橋朋花（小岩井ことり）、徳川まつり（諏訪彩花）、馬場このみ（髙橋ミナミ） | 「リベレイシング／アロン -LiberaSing Along-」                                                     | ゲーム『アイドルマスター ミリオンライブ！ シアターデイズ』関連曲                                |
| 7月26日  | THE IDOLM@STER MILLION LIVE! グッドサイン                                                      | 765 MILLION ALLSTARS | 「グッドサイン」                                                                                  | ゲーム『アイドルマスター ミリオンライブ！ シアターデイズ』関連曲                                |
| 7月26日  | THE IDOLM@STER MILLION LIVE! グッドサイン                                                      | エンジェルスターズ | 「グッドサイン」                                                                                  | ゲーム『アイドルマスター ミリオンライブ！ シアターデイズ』関連曲                                |
| 8月23日  | THE IDOLM@STER MILLION ANIMATION THE@TER『Rat A Tat!!!』                                       | MILLIONSTARS | 「Rat A Tat!!!」                                                                                  | テレビアニメ『アイドルマスター ミリオンライブ！』オープニングテーマ                             |
| 8月23日  | THE IDOLM@STER MILLION ANIMATION THE@TER『Rat A Tat!!!』                                       | MILLIONSTARS | 「セブンカウント」                                                                                | テレビアニメ『アイドルマスター ミリオンライブ！』イメージソング                                 |
| 9月13日  | ウマ娘 プリティーダービー WINNING LIVE 14                                                      | ゴールドシップ（上田瞳）、ウオッカ（大橋彩香）、エルコンドルパサー（髙橋ミナミ）、マンハッタンカフェ（小倉唯）、エアシャカール（津田美波）、エイシンフラッシュ（藤野彩水）、ナカヤマフェスタ（下地紫野）、サトノダイヤモンド（立花日菜）、キタサンブラック（矢野妃菜喜）、シリウスシンボリ（ファイルーズあい）、サクラローレル（真野美月）、ネオユニヴァース（白石晴香）、タップダンスシチー（篠田みなみ） | 「L’Arc de gloire」                                                                               | ゲーム『ウマ娘 プリティーダービー』関連曲                                                       |
| 9月13日  | ウマ娘 プリティーダービー WINNING LIVE 14                                                      | ゴールドシップ（上田瞳）、ウオッカ（大橋彩香）、エルコンドルパサー（髙橋ミナミ）、マンハッタンカフェ（小倉唯）、エアシャカール（津田美波）、エイシンフラッシュ（藤野彩水）、ゴールドシチー（香坂さき）、トーセンジョーダン（鈴木絵理）、ナカヤマフェスタ（下地紫野）、メジロパーマー（のぐちゆり）、ダイタクヘリオス（山根綺）、サトノダイヤモンド（立花日菜）、キタサンブラック（矢野妃菜喜）、シリウスシンボリ（ファイルーズあい）、サクラローレル（真野美月）、ネオユニヴァース（白石晴香）、タップダンスシチー（篠田みなみ） | 「うまぴょい伝説」                                                                                | ゲーム『ウマ娘 プリティーダービー』関連曲                                                       |
| 9月20日  | THE IDOLM@STER MILLION ANIMATION THE@TER MILLIONSTARS Team4th『catch my feeling』              | MILLIONSTARS Team4th | 「catch my feeling」                                                                              | テレビアニメ『アイドルマスター ミリオンライブ！』挿入歌                                         |
| 11月30日 | Prominence                                                                                     | 式宮碧音（髙橋ミナミ）＆皇城セツナ（八巻アンナ） | 「Prominence」                                                                                    | 『Re:ステージ！』『オンゲキ』関連曲                                                             |
| 11月30日 | Prominence                                                                                     | 式宮碧音（髙橋ミナミ） | 「Prominence -式宮碧音ソロver.-」                                                                 | 『Re:ステージ！』『オンゲキ』関連曲                                                             |
| 12月27日 | THE IDOLM@STER MILLION C@STING 01 解夏傀儡                                                     | 真壁瑞希（阿部里果）、馬場このみ（髙橋ミナミ）、四条貴音（原由実）、周防桃子（渡部恵子）、中谷育（原嶋あかり） | 「解夏傀儡」                                                                                      | ゲーム『アイドルマスター ミリオンライブ！ シアターデイズ』関連曲                                |
| 2024年   |                                                                                                | |                                                                                                   |                                                                                                 |
| 2月21日  | THE IDOLM@STER MILLION ANIMATION THE@TER START THE DREAM                                       | MILLIONSTARS | 「REFRAIN REL@TION」 「Brand New Theater!」                                                       | テレビアニメ『アイドルマスター ミリオンライブ！』挿入歌                                         |
| 2月21日  | THE IDOLM@STER MILLION ANIMATION THE@TER START THE DREAM                                       | MILLIONSTARS | 「Thank You!（Acoustic ver.）」                                                                   | テレビアニメ『アイドルマスター ミリオンライブ！』挿入歌                                         |
| 2月23日  | アイドルマスター ミリオンライブ！ BD 特装版第2巻 特典CD                                        | MILLIONSTARS Team4th | 「Rat A Tat!!!」                                                                                  | テレビアニメ『アイドルマスター ミリオンライブ！』関連曲                                         |
| 2月24日  | THE IDOLM@STER LIVE THE@TER SOLO COLLECTION 「REFRAIN REL@TION」 Angel Stars                   | 馬場このみ（髙橋ミナミ） | 「REFRAIN REL@TION」                                                                              | テレビアニメ『アイドルマスター ミリオンライブ！』関連曲                                         |
| 4月1日   | Refrain                                                                                        | ステラマリス | 「The World Never Ends」                                                                          | 『Re:ステージ！』関連曲                                                                         |
| 7⽉31⽇  | THE IDOLM@STER MILLION LIVE! 7Days A Week!!                                                    | 765 MILLION ALLSTARS | 「7Days A Week!!」 「DIAMOND DAYS」                                                               | ゲーム『アイドルマスター ミリオンライブ！ シアターデイズ』関連曲                                |
| 7⽉31⽇  | THE IDOLM@STER MILLION LIVE! 7Days A Week!!                                                    | 真壁瑞希（阿部里果）、馬場このみ（髙橋ミナミ）、四条貴音（原由実）、周防桃子（渡部恵子）、中谷育（原嶋あかり） | 「DIAMOND DAYS」                                                                                  | ゲーム『アイドルマスター ミリオンライブ！ シアターデイズ』関連曲                                |
| 7⽉31⽇  | THE IDOLM@STER LIVE THE@TER SOLO COLLECTION 「DIAMOND DAYS」 ANGEL STARS                       | 馬場このみ（髙橋ミナミ） | 「DIAMOND DAYS」                                                                                  | ゲーム『アイドルマスター ミリオンライブ！ シアターデイズ』関連曲                                |
| 8月28日  | THE IDOLM@STER MILLION MOVEMENT OF STARDOM ROAD 02 Upper Dog                                   | 箱崎星梨花（麻倉もも）、天空橋朋花（小岩井ことり）、野々原 茜（小笠原早紀）、馬場このみ（髙橋ミナミ） | 「Upper Dog」                                                                                     | ゲーム『アイドルマスター ミリオンライブ！ シアターデイズ』関連曲                                |
| 8月31日  | ウマ娘 プリティーダービー Solo Vocal Tracks Vol.10 Twinkle Circle! in HAKODATE                 | エルコンドルパサー（髙橋ミナミ） | 「L'Arc de gloire（Game Size）」 「トレセン音頭（Game Size）」                                    | ゲーム『ウマ娘 プリティーダービー』関連曲                                                       |
| 2025年   |                                                                                                | |                                                                                                   |                                                                                                 |
| 2月26日  | キミとアイドルプリキュア♪デビューシングル                                                      | キュアウインク（髙橋ミナミ） | 「まばたきの五線譜」                                                                              | テレビアニメ『キミとアイドルプリキュア♪』挿入歌                                                 |
| 3月26日  | キミとアイドルプリキュア♪ Light Up!/Trio Dreams                                                | キュアアイドル（松岡美里）、キュアウインク（髙橋ミナミ）、キュアキュンキュン（高森奈津美） | 「Trio Dreams」                                                                                   | テレビアニメ『キミとアイドルプリキュア♪』エンディングテーマ                                     |
| 7月23日  | 『キミとアイドルプリキュア♪』ボーカルアルバム〜We are！You ＆ IDOL PRECURE♪〜                  | 蒼風なな（髙橋ミナミ） | 「Wink!Link!」                                                                                    | テレビアニメ『キミとアイドルプリキュア♪』関連曲                                                 |
| 7月23日  | 『キミとアイドルプリキュア♪』ボーカルアルバム〜We are！You ＆ IDOL PRECURE♪〜                  | キュアアイドル（松岡美里）、キュアウインク（髙橋ミナミ）、キュアキュンキュン（高森奈津美）、キュアズキューン（南條愛乃）、キュアキッス（花井美春） | 「We are!You & IDOL PRECURE♪」                                                                    | テレビアニメ『キミとアイドルプリキュア♪』関連曲                                                 |
| 7月23日  | 『キミとアイドルプリキュア♪』ボーカルアルバム〜We are！You ＆ IDOL PRECURE♪〜                  | キュアアイドル（松岡美里）、キュアウインク（髙橋ミナミ）、キュアキュンキュン（高森奈津美）、キュアズキューン（南條愛乃）、キュアキッス（花井美春） | 「GARDEN」                                                                                        | テレビアニメ『キミとアイドルプリキュア♪』挿入歌                                                 |
| 8月27日  | 『キミとアイドルプリキュア♪』後期主題歌シングル                                                | キュアアイドル（松岡美里）、キュアウインク（髙橋ミナミ）、キュアキュンキュン（高森奈津美）、キュアズキューン（南條愛乃）、キュアキッス（花井美春） | 「キミとルララ」                                                                                  | テレビアニメ『キミとアイドルプリキュア♪』後期エンディングテーマ                                 |
| 9月10日  | 『映画キミとアイドルプリキュア♪ お待たせ！キミに届けるキラッキライブ！』ソングアルバム         | キュアアイドル（松岡美里）、キュアウインク（髙橋ミナミ）、キュアキュンキュン（高森奈津美）、キュアズキューン（南條愛乃）、キュアキッス（花井美春） | 「♪HiBiKi Au Uta♪」                                                                               | 劇場アニメ『映画 キミとアイドルプリキュア♪ お待たせ!キミに届けるキラッキライブ!』主題歌         |
| 9月10日  | 『映画キミとアイドルプリキュア♪ お待たせ！キミに届けるキラッキライブ！』ソングアルバム         | キュアアイドル（松岡美里）、キュアウインク（髙橋ミナミ）、キュアキュンキュン（高森奈津美）、キュアズキューン（南條愛乃）、キュアキッス（花井美春） | 「キミとアイドルプリキュア♪ Light Up! ReMix for You and Idol Precure♪」                           | 劇場アニメ『映画 キミとアイドルプリキュア♪ お待たせ!キミに届けるキラッキライブ!』主題歌         |

### その他参加楽曲
| 発売日         | 商品名                         | 歌         | 楽曲                   | 備考                                                          |
| -------------- | ------------------------------ | ---------- | ---------------------- | ------------------------------------------------------------- |
| 2015年4月27日  | マジカルプラネット             | 高橋未奈美 | 「マジカルプラネット」 | ラジオ『みーなのマジカルプラネット』テーマソング              |
| 2024年12月18日 | 青空のラプソディ from CrosSing | 髙橋ミナミ | 「青空のラプソディ」   | fhánaのカバー。カバーソングプロジェクト「CrosSing」関連楽曲。 |